# 일산화물
일산화물(一酸化物, 독일어: monoxyd)은 분자 내에 산소 원자를 하나만 포함하고 있는 산화물을 의미한다. 일산화물의 예로는 다음과 같은 것이 있다.
- 일산화 황(SO)
- 일산화 탄소(CO)
- 일산화 납(PbO)
- 일산화 이염소(Cl2O)
- 일산화 이수소(H2O)

## 참고 문헌
- 化學大辭典編集委員會 편, 성용길, 김창홍 역, 《화학대사전》, 서울: 世和, 2001.